# Hörgársveit
Hörgársveit és un municipi d'Islàndia, a la regió de Norðurland eystra. Té una extensió de 894 km² i una població de 847 habitants a primer de gener de 2025.
L'antic municipi de Hörgárbyggð es va crear l'1 de gener de 2001, mitjançant la fusió dels municipis de Skriðuhreppur, Öxnadalshreppur i Glæsibæjarhreppur. Un referèndum del 8 d'octubre de 2005 va rebutjar la integració del municipi amb Akureyrarkaupstaður, però el maig de 2006, la majoria de la població va votar a favor de la fusió del municipi amb Arnarneshreppur. Finalment el municipi de Hörgársveit es va crear el 12 de juliol de 2010.
La principal població del municipi és Lónsbakki.